# Traducción automática mediante transferencia
La traducción por transferencia es un tipo de traducción automática. Se fundamenta sobre las bases de interlingua, y es actualmente uno de los métodos de traducción automática más ampliamente utilizados.

## Visión General
Tanto transferencia como interlingua parten de la misma idea: para conseguir una traducción es necesario tener una representación intermedia que capture el significado de la oración original para generar el texto traducido equivalente. En interlingua esta representación intermedia debe ser independiente de los lenguajes considerados, mientras que en transferencia tiene cierta dependencia con el par de lenguajes involucrados.
El funcionamiento de un traductor automático basado en transferencia puede variar mucho, pero en general sigue un mismo esquema: se aplican conjuntos de reglas lingüísticas, que son las que definen cual es la correspondencia entre la estructura de una lengua respecto de otra. En una primera etapa se analiza la entrada, morfológica y sintácticamente, creando la representación interna. A partir de esta información, y mediante el uso de reglas gramaticales y vocabulario, se genera la traducción.
Con este acercamiento es posible obtener traducciones de cierta calidad, pudiendo llegar a fiabilidades por encima del 90%. Es por esto que los sistemas de transferencia han dominado el mundo de la traducción automática durante las últimas décadas.
Pese a que recientemente la mayor parte de la investigación en el campo de la traducción automática se está dirigiendo principalmente a métodos basados en el análisis de corpus lingüísticos (métodos estadísticos o basados en ejemplos), todavía está por demostrar que la traducción por transferencia puede ser válida.

## Funcionamiento
En un sistema de traducción automático basado en el modelo de transferencia, el texto original se analiza primero morfológica y sintácticamente, obteniendo como resultado una representación sintáctica superficial. Esta representación se transforma a continuación en otra más abstracta que hace especial énfasis en aspectos relevantes para el proceso de traducción e ignora otro tipo de información. El proceso de transferencia convierte esta última representación (ligada aún al idioma original) a una representación al mismo nivel de abstracción pero ligada al lenguaje objetivo. Estas dos representaciones son las llamadas normalizadas o intermedias. A partir de aquí el proceso se invierte: los componentes sintácticos generan una representación del texto y finalmente se genera la traducción.

### Análisis y transformación
Se pueden utilizar distintos mecanismos antes de llegar al resultado final. Dependiendo del diseño del traductor se hace énfasis en uno u otro, e incluso se pueden llegar a combinar con análisis estadísticos, formando auténticos híbridos. Pero, en los traductores por transferencia más clásicos, normalmente se pueden encontrar los siguientes estadios:
- Análisis morfológico. Consiste en identificar los elementos del texto y clasificarlos en función de lo que son: nombres, verbos, adjetivos, etc. Además, también deben reconocerse abreviaturas y otras expresiones o palabras compuestas.
- Categorización léxica. Algunas de las palabras que aparecen en un texto pueden tener más de un significado, causando así ambigüedad a la hora de hacer su análisis. La categorización léxica analiza el contexto, es decir, los elementos vecinos al actual, y escoge el significado que mejor encaja.
- Transferencia léxica. La transferencia léxica es equivalente a lo que comúnmente se conoce como traducción por diccionario. A partir de la forma léxica de la palabra original, se trata de derivar su equivalente en el nuevo idioma.
- Transferencia estructural. Una transferencia estructural analiza el texto desde un punto de vista más amplio. En vez de centrarse en palabras, amplia su objetivo a fragmentos mayores. De esta manera se pueden encontrar expresiones que puedan requerir un tratamiento especial (p.ej. refranes, dichos, etc.).
- Generador morfológico. En el momento en que ya se ha realizado el análisis, el generador morfológico es el encargado de asociar cada elemento identificado en fases anteriores con su equivalente en la lengua objetivo, procurando que la interpretación sea lo más fiel posible.

## Tipos de transferencia
La principal característica de los sistemas de transferencia es la existencia de una fase que proyecta representaciones intermedias del texto original sobre representaciones del texto objetivo. Este componente puede trabajar en distintos niveles de análisis lingüístico, por lo que se pueden distinguir diferentes tipos de transferencia:
- Transferencia superficial (o sintáctica). Se caracteriza por hacer un análisis sintáctico mediante el que se transfieren las estructuras sintácticas del lenguaje origen a las estructuras sintácticas del lenguaje objetivo. Este tipo de transferencia resulta muy apropiado para traducciones entre idiomas de una misma rama (p.ej. entre lenguas romance como el castellano, el catalán, el francés, el italiano, o el portugués).
- Transferencia profunda (o semántica). Construye una representación semántica que es dependiente del lenguaje original. Esta representación puede consistir en una serie de estructuras que representen el significado. En estos sistemas la transferencia se realiza principalmente sobre predicados. La traducción de palabras normalmente también requiere una transferencia estructural previa. Este tipo es más común entre idiomas de ramas diferentes (p.ej. castellano-inglés, castellano-euskera, etc.).

## Problemas
Uno de los principales problemas de transferencia está relacionado con las representaciones abstractas intermedias, y por tanto también es aplicable a otros sistemas como interlingua. El traductor, cuando deriva una estructura a partir de su sintaxis, dejará de lado algunas diferencias en el orden que en principio no tienen repercusiones semánticas. Tómense por ejemplo las siguientes oraciones:
- Pedro dio el dinero a Juan
- Pedro dio a Juan el dinero

Si el nivel de abstracción es suficientemente alto, la estructura intermedia será la misma para ambas, y por tanto siempre se traducirá igual. Es posible solucionar este problema imponiendo algún tipo de orden canónico e identificando las palabras puramente gramaticales (sin contenido léxico) en las categorías pertinentes.
Otro inconveniente a este método de traducción automática es la cantidad de recursos que necesita, debido a los diferentes componentes que son necesarios. Esto, más que un problema de capacidad de cálculo (superado por los ordenadores actuales), puede suponer un problema de recursos humanos, ya que producir las reglas requiere esfuerzo e investigación. Esto es algo especialmente importante en sistemas plurilingües, ya que no solo es necesario definir las reglas de análisis y generación de cada idioma, sino que además se requiere el componente de transferencia para cada par de lenguas. (Esto es, para un sistema que trabaje con n lenguas, deberían crearse al menos n(n-1) componentes.)

## Ejemplo de transferencia
A continuación veamos como se traduciría un texto del castellano al catalán por transferencia superficial. En concreto, el ejemplo que se reproduce a continuación está basado en Apertium. El objetivo es traducir «vi una señal», que se traduce en catalán como «vaig veure un senyal».
En primer lugar se realiza un análisis morfológico para descomponer la frase en diferentes unidades:
- vi
  - ver, verbo léx. pret. indef. indic. 1a pers. singular
- una
  - uno, determ. indef. femenino singular
  - unir, verbo léx. pres. subjunt. 1a pers. singular
  - unir, verbo léx. pres. subjunt. 3a pers. singular
  - unir, verbo léx. imperat. 3a pers. singular
- señal
  - señal, substant. femenino singular

Como se puede apreciar, ya se ha categorizado tanto «vi» como «señal» correctamente. Sin embargo, se encuentran ambigüedades en «una». En este punto entra en acción el categorizador léxico, que debe decidir en función del contexto. En este caso, analizando las otras dos palabras se puede ver que solo la primera definición tiene sentido:
- vi: ver, verbo léx. pret. indef. indic. 1a pers. singular
- una: uno, determ. indef. femenino singular
- señal: señal, substant. femenino singular

Con este resultado ya se puede aplicar la transferencia léxica. Este paso es el equivalente a una traducción palabra por palabra, y por lo tanto requiere de un diccionario bilingüe. Cabe destacar que en esta fase también es conveniente la transferencia estructural (encargada de la re-ordenación de las palabras, la traducción a géneros correctos, etc.):
- ver → veure (verbo léx. 1a pers. singular)
- un → un (determ. indef. masculino singular)
- señal → senyal (substant. masculino singular)

Llegados a este punto, la traducción por transferencia aplicaría el generador morfológico obteniendo como resultado la frase traducida:
«vaig veure un senyal».